# سوفی آئدوین-مامیکونیان
سوفی آئدوین-مامیکونیان (ارمنی: [] Error: {{Lang}}: فاقد متن (راهنما); انگلیسی: Sophie Audouin-Mamikonian؛ زادهٔ ۲۴ اوت ۱۹۶۱) نویسنده اهل فرانسه و پدیدآور کتاب‌های فانتزی بزرگسال جوان از جمله مجموعه موردپسند Tara Duncan است.

## زندگی‌نامه
وی در ۲۴ اوت ۱۹۶۱ در سن-ژان-دو-لوز به دنیا آمد و در سرزمین باسک رشد نمود وی متأهل است و دو دختر به نام‌های Diane و Marine دارد.

## جوایز
مدال لژیون دونور و Medal Of Art et Lettres به سوفی اعطاء گردیده است.